# Homostola pardalina
Espèce
Synonymes
- Paromostola pardalina Hewitt, 1913

Homostola pardalina est une espèce d'araignées mygalomorphes de la famille des Bemmeridae.

## Distribution
Cette espèce est endémique d'Afrique du Sud. Elle se rencontre au Gauteng et au Mpumalanga.

## Description
La carapace de la femelle holotype mesure 6 mm de long sur 4,5 mm.

## Publication originale
- Hewitt, 1913 : Descriptions of new and little known species of trapdoor spiders (Ctenizidae and Migidae) from South Africa. Records of the Albany Museum, vol. 2, p. 404-434.